# 科布尔镇
科布尔镇是中华人民共和国内蒙古自治区乌兰察布市察哈尔右翼中旗下辖的一个镇。

## 行政区划
科布尔镇下辖以下村级行政区划单位：
第一社区、第二社区、第三社区、第四社区、第五社区、第六社区、科一村、科二村、科三村、得胜村、南口村、西壕欠村、义圣和村、厂汉营村、南水泉村、大营子村、华丰村、永和庆村、元山子村、六间房村、东壕欠村、阿令朝村、大马库联村、东方红村和乳泉村。